# Landschaftsschutzgebiet Südholz

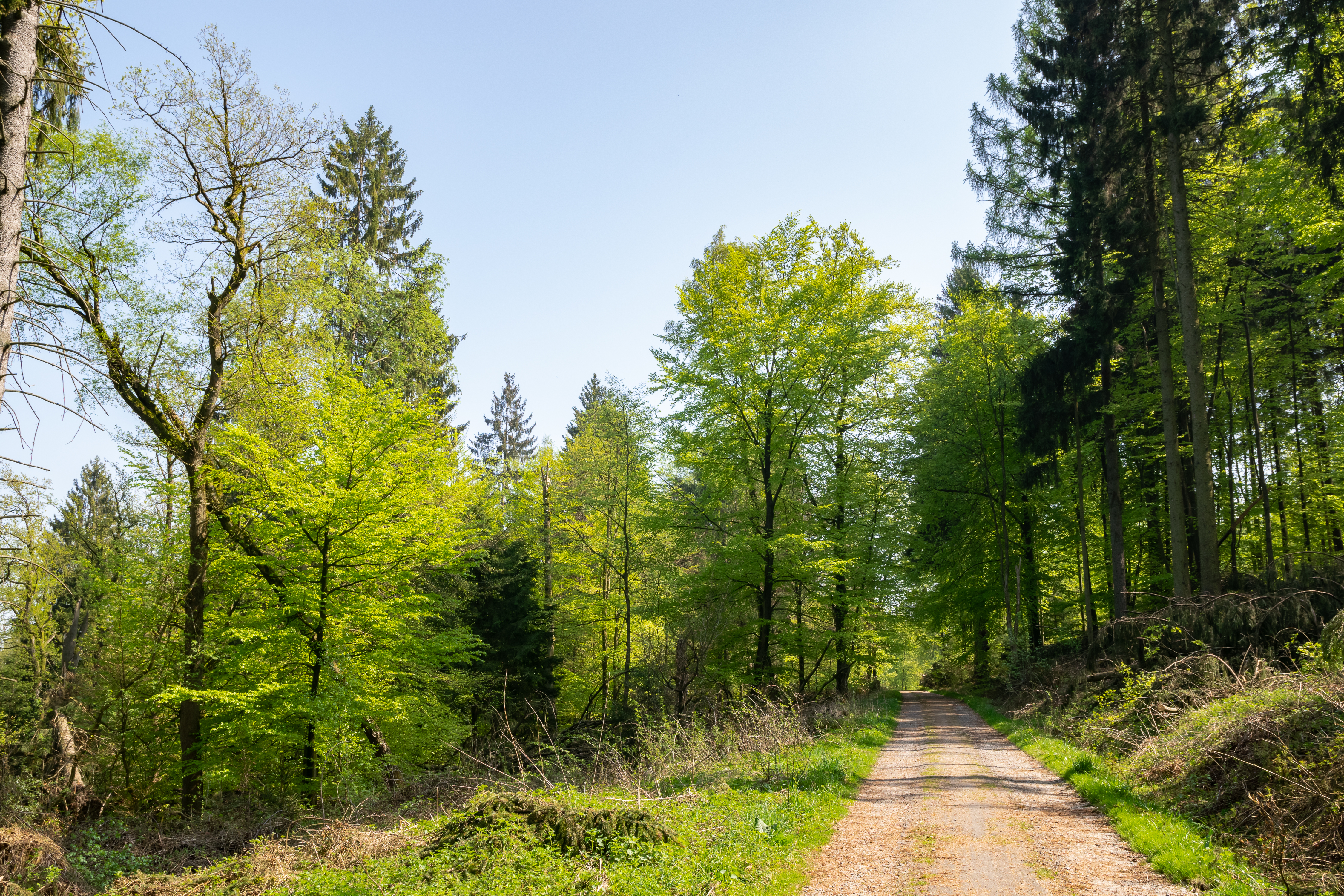
Landschaftsschutzgebiet Südholz

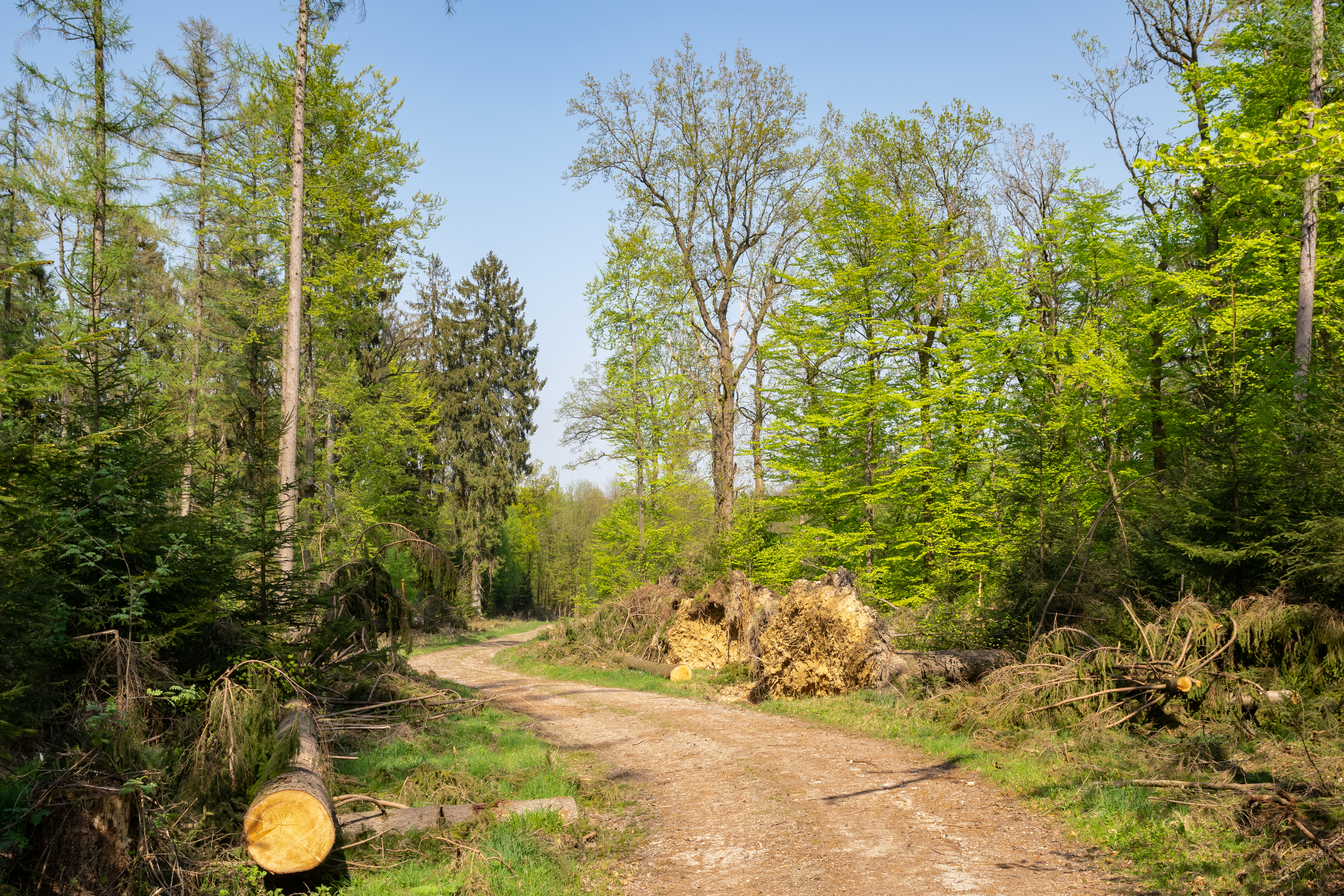
Wegebereich mit umgestürzten Bäumen

Das Landschaftsschutzgebiet Südholz mit etwa 25 ha Flächengröße liegt im Stadtgebiet von Horn-Bad Meinberg. Es wurde 2005 mit dem Landschaftsplan  Nr. 10 Horn-Bad Meinberg/Schlangen durch den Kreistag des Kreises Lippe als Landschaftsschutzgebiet (LSG) ausgewiesen.

## Beschreibung
Das LSG liegt südlich von Horn. Die Bundesstraße 1 grenzt nördlich direkt an. Das LSG umfasst einen Waldbereich in dem z. T. über 250 Jahre alten Eichen und Buchen stehen.
Zum Wert des Schutzgebietes führt der Landschaftsplan aus: „Die markanten Baumgestalten sind Zeugen der ehemaligen Hudewaldwirtschaft. Der Waldkomplex ist ein selten gewordener Lebensraum für eine spezialisierte Altholz-, Totholz- und Zersetzer-Lebensgemeinschaft. Er ist weiterhin eindrucksvoller Zeuge der früher weit verbreiteten Waldhude.“

## Schutzzwecke für das LSG
Laut Landschaftsplan erfolgte die Ausweisung des LSG
- „zur Erhaltung der Leistungsfähigkeit des Naturhaushaltes,“
- „zur Erhaltung und Wiederherstellung eines Waldbereiches mit unterschiedlichen Feuchtestufen,“
- „zur Erhaltung eines Waldkomplexes in der Zerfallphase, wegen der Eigenart und Schönheit des alten Hudewaldes,“
- „zur Sicherung der das Landschaftsbild prägenden Alt- und Totholzbestände.“[1]

## Rechtliche Vorschriften
Im Landschaftsschutzgebiet ist unter anderem das Errichten bzw. Anlegen von Bauten und Fischteichen verboten. Grün- und Brachland darf nicht in eine andere Nutzungsart umgewandelt oder umgebrochen werden. Es ist im LSG verboten, Hunde frei laufen zu lassen, ausgenommen ist die ordnungsgemäße Jagd und Hof- und Gartenbereiche. Obstbäume auf Obstwiesen und Einzelbäume dürfen nur gefällt werden, wenn dies einvernehmlich mit der Unteren Landschaftsbehörde abgestimmt wurde und entsprechende Ersatzbäume gepflanzt werden. Das LSG besteht aus vier Teilflächen.